# سانتياغو مارتينيز (لاعب كرة قدم)
سانتياغو مارتينيز (بالإسبانية: Santiago Daniel Martinez Roa) هو مدرب كرة قدم ولاعب كرة قدم باراغواياني في مركز الوسط، ولد في 16 أغسطس 1995 في ليمبيو في باراغواي. لعب مع نادي فلازنيا شكودر.

## وصلات خارجية
- سانتياغو مارتينيز (لاعب كرة قدم) على موقع قاعدة بيانات كرة القدم.إي يو (الإنجليزية)
- سانتياغو مارتينيز (لاعب كرة قدم) على موقع Soccerway.com (الإنجليزية)